# Азы (Усть-Ишимский район)
Азы — посёлок в Усть-Ишимском районе Омской области России. Входит в состав Пановского сельского поселения. Население 1 чел. (2010) .

## История
В соответствии с Законом Омской области от 30 июля 2004 года № 548-ОЗ «О границах и статусе муниципальных образований Омской области» посёлок вошёл в состав образованного муниципального образования «Пановское сельское поселение».

## География
Азы находится на северо-западе части региона, в пределах Западно-Сибирской равнины в тайге, у р. Азы.
Абсолютная высота — 57 м над уровнем моря.

## Население
| 2010 |
| ---- |
| 1    |

Гендерный состав
По данным Всероссийской переписи населения 2010 года в посёлке проживает один человек, мужчина (100 %).
Национальный состав
Согласно результатам переписи 2002 года, в национальной структуре населения русские и белорусы составляли по 50 % от общей численности населения в 4 чел..

## Инфраструктура
Лесное хозяйство.

## Транспорт
Просёлочные дороги.